# Ponte romana sobre a ribeira de Odivelas

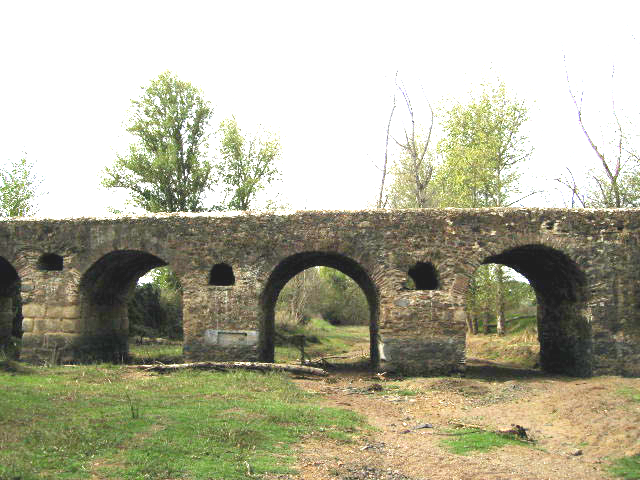
Ponte de Vila Ruiva, Cuba: vista dos arcos de volta perfeita.

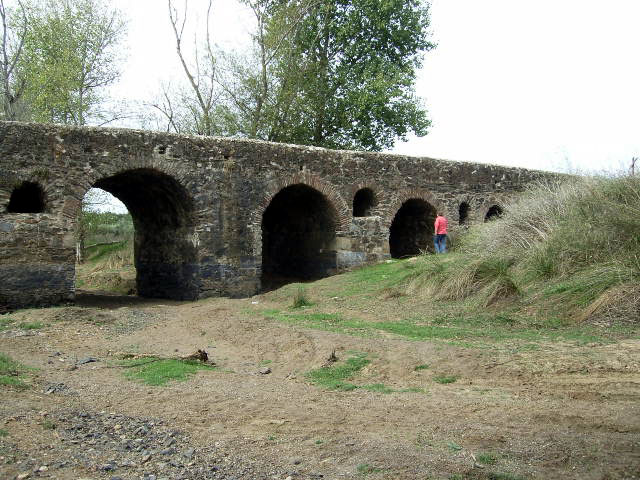
Ponte de Vila Ruiva: pegões intercalados com olhais.

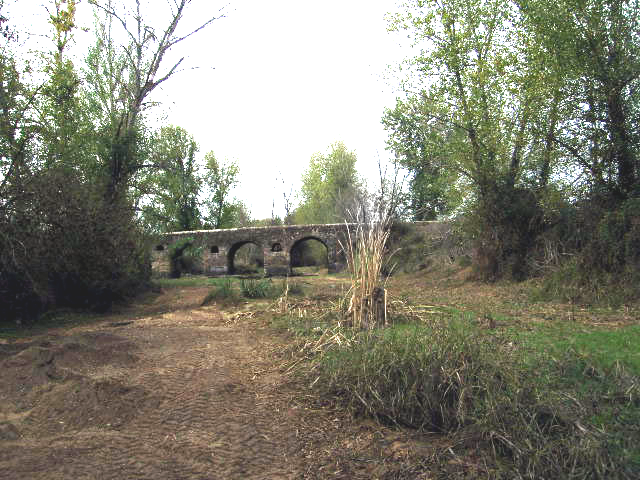
Ponte de Vila Ruiva: leito da ribeira, seco.

A Ponte romana sobre a ribeira de Odivelas, também referida como Ponte de Vila Ruiva, no Alentejo, localiza-se sobre a ribeira de Odivelas, na freguesia de Vila Ruiva, no município de Cuba, distrito de Beja, em Portugal.
Situa-se a cerca de 1,5 quilómetro de Vila Ruiva tomando-se a estrada EN258 entre Alvito e a Vidigueira.
Encontra-se classificada como Monumento Nacional desde 1967.

## História
Trata-se de uma antiga ponte romana, em uso até os nossos dias. Por causa da sua largura, entretanto, apenas é atravessada em mão única.
Ao que tudo indica, integrava a antiga estrada romana que, de Faro e Beja, seguia para Évora e Mérida.
Apresenta várias fases construtivas. Supõe-se que a estrutura original, os três primeiros pegões feitos de granito, datem provavelmente entre o Século I a.C. e Século I. Podem ser vistas reconstruções e obras acrescentadas, que têm data provável do século V e século XI, utilizando antigo material romano como também materiais novos da época.
A vista atual da ponte é incompleta, pois devido ao assoreamento, 15 arcos e olhais não podem ser vistos, estando subterrados parcialmente.

## Características
Apresenta 120 metros de comprimento, 4,9 metros de largura e uma altura máxima de 5,3 metros.
A pista sobre a ponte é rampante e, ao longo da ponte, corre um parapeito de nível baixo. A ponte é erguida no total sob 20 arcos, das quais treze possuem volta perfeita com vãos de tamanhos diferentes. Intercalados nos pegões encontram-se olhais, também com vãos de tamanhos diferentes.